# ریچفیلد (کارولینای شمالی)
ریچفیلد (به انگلیسی: Richfield) شهری در ایالت کارولینای شمالی کشور ایالات متحده آمریکا است که جمعیت آن در سرشماری سال ۲۰۱۰ میلادی، ۶۱۳ نفر بوده‌است.